# Lake Park (Georgia)
Lake Park è una città degli Stati Uniti d'America, situata in Georgia, nella Contea di Lowndes.